# Trastorno límite de la personalidad
El trastorno límite de la personalidad (abreviado como TLP), también llamado limítrofe o fronterizo, es definido como un trastorno psicológico severo y frecuente que se vincula con un grave deterioro funcional y un elevado índice de suicidio. El Trastorno Límite de la Personalidad suele estar vinculado con otros trastornos psiquiátricos y de personalidad, representando un gran peso para las familias y los cuidadores, así como con el uso constante de recursos y los elevados gastos asociados al tratamiento. No debe confundirse con el trastorno agresivo de la personalidad.
El TLP se caracteriza por un patrón persistente de inestabilidad emocional, el temor intenso a ser abandonado, un comportamiento impulsivo, comportamientos de automutilación y comportamiento suicida, la alteración de la identidad, sentimientos crónicos de vacío, una ira inapropiada, intensa e incontrolable y una ideación paranoide transitoria. Se incluye dentro del grupo B de trastornos de personalidad, los llamados "dramáticos emocionales". Es, con diferencia, el más común de los trastornos de personalidad.
El término borderline para referirse al trastorno está ampliamente extendido, incluso en idiomas distintos del inglés. Fue usado por primera vez en 1884, por el psiquiatra C. Hughes, y posteriormente por el psicoanalista Adolph Stern en 1938 para caracterizar afecciones psiquiátricas que superaban la neurosis, pero que no alcanzaban la psicosis (muchos autores califican los síntomas del TLP como pseudopsicóticos). Bajo esta concepción se establecía un continuo gradual entre uno y otro extremo, situándose el trastorno en el «límite».
El concepto formal de trastorno límite de la personalidad es relativamente nuevo en el campo de la psicopatología. No apareció en el Manual diagnóstico y estadístico de los trastornos mentales (DSM) publicado por la Asociación Estadounidense de Psiquiatría hasta 1980 (DSM-III). Es a partir de ahí, una vez logrado el estatus oficial de «trastorno de la personalidad», cuando se dispara el interés por esta patología. Esto se logró tras grandes controversias y disputas iniciadas en los años 1970. La nomenclatura oficial y criterios diagnósticos se acordaron mediante compromisos entre los diferentes modelos y atendiendo a datos empírico-descriptivos. Con esta definición se dejó atrás definitivamente la idea anterior de la afección como un fenómeno que fluctuaba entre la neurosis y la psicosis para constituir un cuadro con entidad propia y no un límite de un continuo entre otros dos.

## Epidemiología
Se estima que las cifras de prevalencia e incidencia del trastorno límite de la personalidad serían las siguientes:
- prevalencia media es 2,7 % pero puede llegar hasta el 5,9 % de la población general.[2]
- 10-20 % de pacientes ambulatorios.
- 15 % de pacientes ingresados. Podría ser del 20 % y está creciendo.[7]
- 50 % de los pacientes ingresados por trastornos de la personalidad.
- 76 % son mujeres.[8] Esto supone una prevalencia mucho mayor en mujeres que en hombres, en concreto 3:1, aunque las razones no son claras.[9]
- 75-80 % provienen de familias no estructuradas.
- La tasa de incidencia estaría situada en torno a 1/1510 o bien el 0,07 % anual.

Cabe la posibilidad, según estas fuentes, de que estas cifras sean inferiores a las reales debido a las reticencias que muestran los pacientes y al estigma social.

## Etiología
La comunidad científica aún no ha podido establecer una teoría de la personalidad amplia y consensuada. La gran pluralidad de investigaciones y enfoques, hacen difícil la organización y estructura de sus elementos.
Las causas pueden variar, entre estas pueden ser genética, dado que pueden ser estos trastornos hereditarios o pueden influir con otros trastornos mentales dentro de la familia, o también suele ocurrir que afectan las anomalías cerebrales, como alteraciones en el cerebro relacionadas con la regulación de emociones, impulsos y la agresión.
  Aparte de las causas, hay ciertos factores que podrían considerarse de riesgo, tales como una predisposición genética, ya sea que haya ciertas personas dentro de la familia que padezcan de lo mismo u otros trastornos, o también que se haya sufrido de algún tipo de trauma durante la infancia, con episodios de estrés. Se entiende que muchas personas que han sido diagnosticadas con este trastorno han sido violentadas en algún momento de su vida, ya sea física o sexualmente o simplemente desatendidas durante su niñez.

### Factores biológicos
Genética
Algunos estudios habían observado una actividad metabólica reducida en el córtex prefrontal orbital y medial en asociación con la agresividad e impulsividad (Brown et al., 1982; Goyer, et al., 1994 Raine et al., 1997). Esto llevó a buscar algunos genes candidatos que pudieran explicar estos síntomas, en especial, el de la triptófano hidroxilasa (TPH), el transportador de la serotonina y los receptores de la 5-HT 1a, 1b y 2a entre otros.

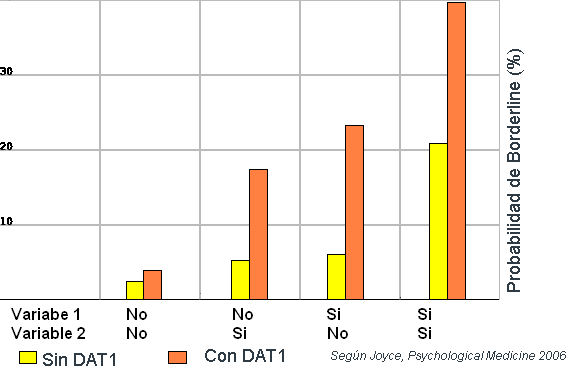
Probabilidad de aparición del trastorno borderline, ligado a ser portador del alelo DAT1 y a variables ambientales: Variable 1 = Crianza negligente y con abusos, Variable 2 = disposición (temperamento) borderline. Según Joyce (2006).

- Péptido inhibidor de la gastrina: resultan destacables algunas líneas de investigación, dirigidas por Eric Kandel, premio Nobel, neurobiólogo de la Universidad de Columbia.[12] Junto con Shumayatsky, Catherine Dulac, de la Universidad de Harvard y otros, publicaron un extenso estudio en el que, a partir de un modelo animal (Ratones KO) identificaban una red de señalización en el núcleo lateral de la amígdala importante para inhibir la memoria específicamente relacionada con el pánico aprendido. La publicación rastreaba la expresión de un gen, el Grp, que codifica el péptido liberador de la gastrina, un neurotransmisor abundante en esa zona del cerebro. Cuando criaron ratones que no podían expresar ese gen (gen knoqueado) observaron que habían potenciado en gran medida sus respuestas de pánico aprendido y un proceso celular relacionado con el aprendizaje conocido como potenciación a largo plazo. Este trabajo ha provocado una cascada de estudios para esclarecer los detalles de la red y se ha visto que está implicada la actividad eléctrica resonante/oscilatoria de las neuronas de proyección del núcleo lateral de la amígdala, dando coherencia a un conjunto de fenómenos que implican plasticidad neuronal y expresión de genes.[13] El sistema colinérgico podría estar implicado en el mantenimiento del sistema.[14] Los últimos trabajos de Kandel (marzo de 2007) revelan el papel central de la 5-hidroxitriptamina (5-HT) en la plasticidad neuronal induciendo la formación de citoesqueleto.[15]

- Transportador de la serotonina: recientemente un equipo del Servicio de Psiquiatría del Hospital de la Santa Cruz y San Pablo de Barcelona ha publicado un estudio realizado sobre pacientes diagnosticados con arreglo al cuestionario de Zuckerman-Kuhlman sobre la personalidad.[16] Se evaluaron dos polimorfismos que habían sido asociados a los rasgos típicos del TLP: un alelo corto (S) en la región promotora del gen del transportador de la serotonina (5-HTT) y la presencia de 10 repeticiones variables en tándem (VNTR) en el intrón 2 del mismo gen. Solo los homocigotos del alelo corto (S/S) mostraron una presencia significativa de los rasgos antedichos. El estudio sugiere que este gen podría desempeñar un papel significativo en la etiología de la enfermedad.

- El receptor 2A de la serotonina ha sido asociado con los rasgos, pero no con el trastorno de la personalidad.[17] El artículo no encontró una asociación significativa entre los polimorfismos del gen HT2AR y los pacientes TLP, pero sí con los rasgos de conducta.

- Monoamino oxidasa A: los mismos autores en otro estudio encuentran una asociación significativa entre los alelos de alta actividad del gen de la monoamino oxidasa MAO y el trastorno.[18]

- Transportador de dopamina: un estudio llevado a cabo por Joyce, Kennedy y colaboradores ha encontrado una buena correlación entre el alelo DAT1 y TLP, esta asociación se mantuvo significativa cuando se incluyeron los factores de riesgo, el abuso más negligencia y el temperamento borderline durante la infancia.[19]

### Problemas de tipo fisiológico

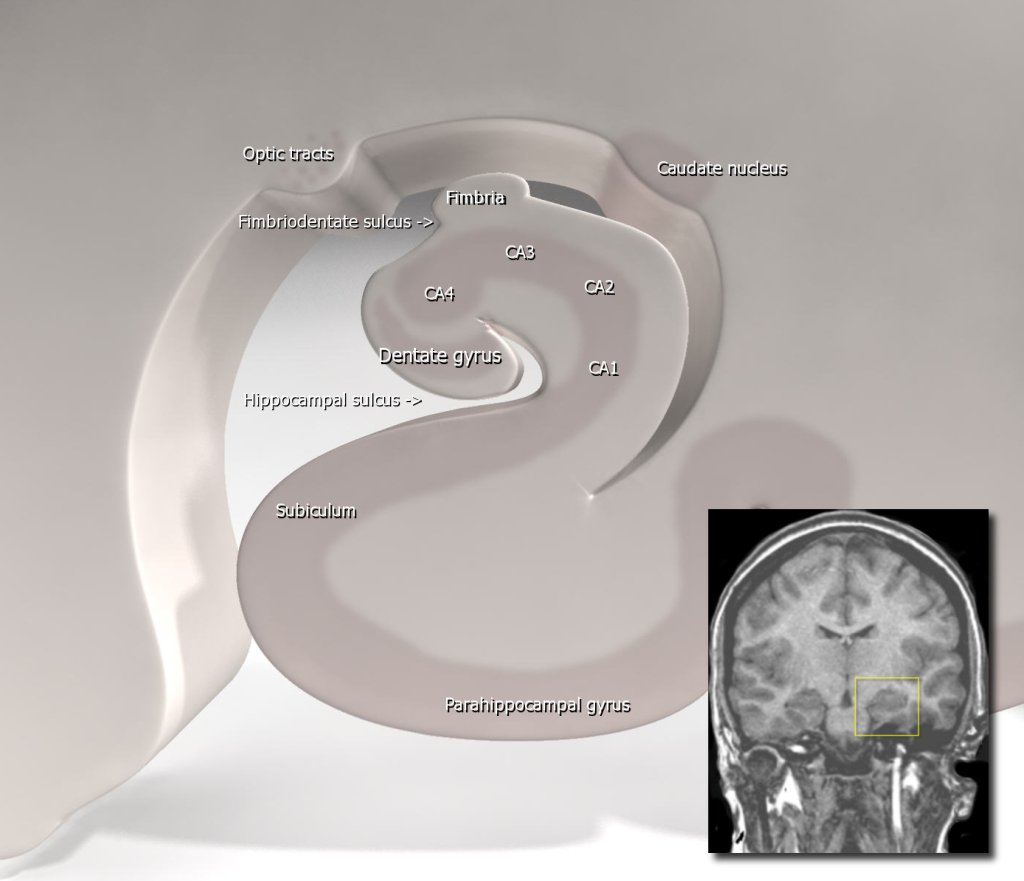
Anatomía y posición del hipocampo en el cerebro.
Glosario: Dentate gyrus: giro dentado; Optic tracts: tractos ópticos; Hippocampal sulcus: cisura hipocampal; caudate nucleus: núcleo caudado; CA1-3: campos del asta de Amón. CA4: hilio.

Los principales serían la desregulación del sistema límbico y de algunos neurotransmisores, en especial de los sistemas colinérgico y serotoninérgico. También disritmias en el EEG.
- Neurotransmisores. Los neurotransmisores implicados en los rasgos del trastorno serían la serotonina, noradrenalina, acetilcolina (relacionada con varias emociones y con el humor); ácido gamma-aminobutírico (el mayor neurotransmisor inhibidor del cerebro, que puede estabilizar las fluctuaciones del estado de ánimo) y el ácido glutámico (un neurotransmisor responsable del placer) y la dopamina.[19] En particular, se sabe que la fisostigmina, un estimulante colinérgico provoca respuestas extrañamente específicas en los TLP, como respuestas depresivas generales.[23]

- Coordinación inmadura de redes neuronales. Existen investigaciones que sugieren que algunas anormalidades encontradas indican un fallo de coordinación entre redes cerebrales. Se ha visto que los pacientes muestran patrones de respuesta neural correspondientes a individuos más jóvenes, indicando un fallo en la maduración y desarrollo del sentido de la propia identidad.[24]

- Amígdala cerebral. Algunos estudios basados en diversas técnicas de exploración por imágenes muestran que los mecanismos cerebrales subyacentes a la impulsividad, inestabilidad emocional, agresividad, ira y emociones negativas podrían estar en una desregulación de los circuitos neuronales que modulan las emociones. En especial, se han observado pequeñas diferencias individuales en como se regula la amígdala, un núcleo cerebral que desencadena el pánico o la ira en respuesta a estímulos de peligro procedentes de otras áreas cerebrales. Algunos individuos tienen dificultades para inhibir esta respuesta desde el área prefrontal. Se sabe que el abuso de substancias o el estrés empeoran esta capacidad de inhibición.[25][26] En 2003 se realizó un estudio sobre afectados de TLP, viendo que mostraban una actividad significativamente superior en la amígdala izquierda, en comparación con sujetos normales. Algunos pacientes con este trastorno incluso tenían dificultades para clasificar caras neutras, que veían como amenazantes.[27]

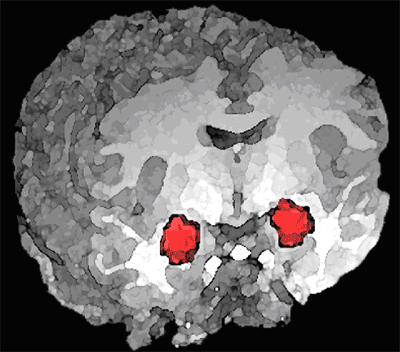
Posición de la amígdala en el cerebro humano. Es una reconstrucción tridimensonal de una imagen por resonancia magnética funcional (fRMN) en el que se ve la amígdala activada.

- Conexiones amígdala-corteza-hipocampo. Un estudio reciente muestra grandes cambios estructurales en la materia gris de las regiones corticales y subcorticales que recuerdan la distribución regional de activaciones funcionales debidas a estímulos emocionales y, aunque la histología de los cambios en esta materia gris se desconoce en adultos humanos, lo observado es consistente con los modelos animales, que suponen un descenso numérico y de complejidad morfológica tanto en la amígdala como en el núcleo cingulado anterior.[28]

Otros estudios han encontrado una disminución de tamaño significativa en el volumen del hipocampo y de la amígdala en síndromes con síntomas disociativos. La diferencia de tamaño del hipocampo, una estructura cerebral relacionada con la memoria, se ha establecido en un promedio de un 16 % menor (Driesden y otros, 2000) lo cual podría explicar dos rasgos asociados al TLP, la dificultad para aprender de la experiencia y los problemas para generar una identidad. En cuanto a la disminución de volumen en la amígdala, estudios posteriores llevados a cabo por Tebartz (2007) confirmaron las cifras iniciales, encontrando un aumento correspondiente en la amígdala izquierda del 17 % en los contenidos de creatina, posiblemente para compensar un deterioro en las redes neuronales.
En realidad, las reducciones de la substancia gris ya habían sido observadas anteriormente, pero se vinculaban especialmente a la comorbilidad con el trastorno esquizotípico, puesto que las imágenes eran semejantes en algunos aspectos a los de pacientes esquizofrénicos.
- Hipófisis: cuando se examinó el volumen de la hipófisis, solo aquellos pacientes que habían sufrido traumas en la infancia mostraron un volumen menor del órgano, lo cual refleja en algunos casos fallos en el eje hipofisario-hipotalámico-adrenal, especialmente en los comórbidos con el TEPT.[32]
- Sistema límbico y otros sistemas: muchos estudios han encontrado disminución en el volumen de otras estructuras cerebrales, como las áreas prefrontal, límbica y parietal.[33][34][35][36][37][38][39][40]
  - Cuerpo calloso: existe un estudio muy reciente en el que se observa que las pacientes de TLP tienen un istmo del cuerpo calloso más delgado que el grupo sano. En el mismo grupo estudiado, también se observa una zona posterior del cuerpo calloso más delgada. Todos estos estudios sugieren que la conectividad estructural interhemisférica que implica las áreas parietales y temporales podría estar alterada en mujeres con TLP, especialmente en aquellas que presentan comorbilidad con el trastorno por déficit de atención con hiperactividad.[41]

Estos hallazgos serían consistentes con estudios que proponen un mecanismo semejante a un ataque epiléptico parcial como posible causa del TLP.

## Patogenia
Se considera que existen múltiples factores de tipo biológico, psicosocial y de aprendizaje y que estos interactúan entre sí de forma transaccional e interactiva y no unidireccional, de forma que factores ambientales pueden modificar rasgos biológicos y viceversa.

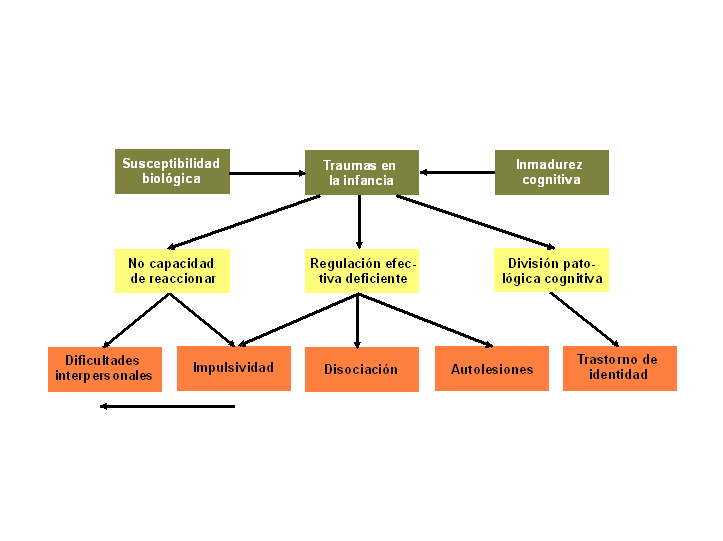
Modelo ecléctico-descriptivo del TLP.

La heterogeneidad de la población denominada «borderline» dio pie a la aparición de diversas teorías explicativas:
- El modelo biológico, que considera que el trastorno representa un conjunto de síndromes clínicos cada uno con un origen, curso y pronóstico propio. Propone tres subtipos de borderline:
  - el relacionado con la esquizofrenia,
  - el relacionado con los trastornos del estado de ánimo (trastornos depresivos y bipolares),
  - el relacionado con trastornos cerebrales orgánicos.

- Modelo ecléctico-descriptivo, también seguido por el DSM. Es de destacar la obra de Gunderson (1984) que desarrolló la entrevista diagnóstica del trastorno borderline (DIB), utilizada actualmente para diagnosticar el trastorno en sujetos objeto de estudios clínicos. El DIB y el DSM-IV recogen los más recientes criterios para definir el TLP.

- El modelo cognitivo considera el trastorno como resultado de esquemas y patrones cognitivos disfuncionales. Robert J. Beck (1990) es su mayor representante.

- Teoría biosocial del aprendizaje propuesta por Millon (1987): según su teoría, el patrón borderline de personalidad resulta del deterioro de patrones previos no tan graves. Millon hace hincapié en los muy diferentes antecedentes y anamnesis de los pacientes borderline. Se propone la interacción recíproca de factores biológicos y aprendizaje social en el origen del trastorno.

- Modelo dialéctico: desarrollado a partir del anterior por Linehan (1993). Según este, la mayoría de los comportamientos del TLP se pueden explicar como resultado de errores dialécticos (o de diálogo) entre los polos opuestos en los que a menudo se mueve el borderline. Un ambiente invalidante se considera como uno de los factores que contribuyen al desarrollo del TLP. La propuesta de Linehan difiere en algunos aspectos de los modelos cognitivo, conductual y biológico clásicos y supone un original y prometedor abordaje terapéutico del TLP.

- Modelos convergentes: en estos modelos se van descubriendo qué mecanismos neurobiológicos concretos (neurobioquímica, neuroplasticidad, y desarrollo embrionario) permiten el diálogo entre la base biológica y el ambiente, para explicar la variabilidad y el curso del trastorno. La aparición de este tipo de modelos convergentes comenzó a entreverse a finales de los años 1990, en especial la palabra «convergente» se emplea en una revisión por Richard Davidson (2000).[44] Básicamente se parte de un modelo de diátesis-estrés. Suomi, Higley y su equipo de colaboradores, realizó trabajos en un grupo extraordinariamente extenso (256 sujetos) de monos rhesus entre los que existía un grupo con una variante de la monoamino oxidasa, MAO-A, en los que se estudiaban los factores epigenéticos en el desarrollo de conductas agresivas-impulsivas posteriores.[45] Se vio que los cuidados maternos en la temprana infancia eliminaban la posterior aparición de inadaptaciones sociales, violencia e impulsividad asociadas al gen. En este sentido, los trabajos de Michael Meaney, miembro del consejo asesor científico de la Fundación para el estudio del Trastorno Límite de la Personalidad, llevados a cabo en ratas, se complementan con los anteriores, verificando que niveles elevados de cortisol (señal de estrés) en esta etapa, endógenos o inducidos provocan alteraciones de conducta posteriores y que los cuidados maternos producen efectos epigenéticos, vía metilación del ADN, que pueden evitar su aparición.[46] Así pues, las bases que según Meaney afectan al desarrollo posterior del sujeto:[47][48]

1. Están mediados por el EHHA.
2. El efecto procede de glucocorticoides a través de su receptor en el hipocampo.
3. Las situaciones adversas ambientales alteran la fisiología y conducta maternas, que de esa manera programan la actividad del EHHA en la descendencia. Pero los cuidados maternos suprimen este efecto estimulando la expresión del factor de transcripción inducible nervioso (NGFI).

Por último, Tremblay ha explorado la verificación de este mecanismo en seres humanos a través de estudios con amplísimas muestras, en los que demuestra que las conductas impulsivas y violentas aparecen entre los 17 meses y los cuatro años y que en la eliminación de esta conducta son importantes los cuidados maternos.
- Teoría polivagal.[50] Es una de las más novedosas. La teoría polivagal afirma que una consecuencia de la especialización metabólica de los mamíferos es la adquisición de un núcleo adicional en el nervio vago, el núcleo ambiguo, que efectúa un control «inteligente» o emocional sobre los sistemas visceromotores, y en especial sobre el ritmo cardiaco, donde es responsable de la arritmia sinusal respiratoria. Varias funciones motoras relacionadas con la emoción controladas por otros pares craneales, por ejemplo, la expresión facial, han sido interceptadas y moduladas por neuronas pertenecientes a este núcleo. Estudios recientes ponen de manifiesto que los pacientes TLP tienen alterada la capacidad de inhibir el periodo cardíaco ante estímulos emocionales estresantes.[51]
- Eje HHA: Las teorías anteriores son compatibles con observaciones que vinculan el TLP a una disfunción del eje hipotalámico-hipofisario-adrenal. Es de destacar el trabajo del departamento de psiquiatría del hospital clínico San Carlos de Madrid, pues verifica un aumento de la inhibición retroalimentada del eje HHA en pacientes sin antecedentes de estrés postraumático.[52]

## Síntomas
Entre los signos y síntomas pueden encontrarse los siguientes:
1. Un fuerte miedo al abandono. Esto incluye tomar medidas extremas para no quedar aislado ni ser rechazado, incluso si estos miedos son inventados. (No incluye los comportamientos suicidas o de autolesiones del criterio 5).
2. Un patrón de relaciones intensas inestables que varía entre extremos de idealización y la devaluación, como creer que una persona es perfecta por un momento y, luego, creer que no muestra interés o es cruel.
3. Cambios rápidos en la identidad propia. Esto incluye cambiar de objetivos y valores, así como verte a ti mismo como malo o como si no existieras.
4. Comportamiento impulsivo en al menos dos áreas potencialmente perjudiciales, como apuestas, conducción peligrosa, relaciones sexuales inseguras, compras compulsivas, atracones de comida, abuso de drogas o sabotaje del éxito al dejar un buen trabajo o terminar una relación positiva repentinamente (No incluye los comportamientos suicidas o de automutilación del criterio 5).
5. Amenazas, intentos o comportamientos suicidas o autolesiones.
6. Cambios o inestabilidad del estado de ánimo bruscos que duran de unas horas a unos días. Estos cambios pueden incluir períodos en los que te sientes muy feliz, irritable o ansioso, o en los que sientes vergüenza.
7. Sentimientos continuos de vacío.
8. Ira intensa e inapropiada o dificultades para controlar el enfado, como por ejemplo: perder la paciencia con frecuencia, ser sarcástico, estar amargado, enfado constante, o pelear de manera física frecuentemente (u otras muestras de fuerte temperamento).
9. Períodos de paranoia (pensamientos de sospecha o desconfianza)[54] relacionada con el estrés o severa pérdida de contacto (o disociación) con la realidad.

## Cuándo consultar con un médico
De indentificarse alguno de los síntomas mencionados anteriormente, se recomienda la consulta en el menor tiempo posible de un médico, un profesional de atención médica de confianza o un especialista en salud mental.
En el caso de experimentar pensamientos suicidas o autolesión, debe buscarse apoyo de inmediato mediante alguna de las siguientes opciones:
- Llamar sin demora al teléfono de emergencias local (911, 112, entre otros).
- Comunicarse con cualquier línea de prevención del suicidio. En los Estados Unidos, se puede llamar o enviar un mensaje de texto al 988 para acceder a la línea directa de apoyo en situaciones de crisis y prevención del suicidio, disponible 24/7. También está disponible el chat en línea de Lifeline. Estos servicios son gratuitos y confidenciales.
- Los veteranos y miembros de las fuerzas armadas de los EE. UU. en crisis pueden llamar al 988 y luego presionar 1 para contactar la Línea de Crisis para Veteranos. También tienen la opción de enviar un mensaje de texto al 838255 o utilizar el chat en línea.
- La línea de prevención de suicidio y apoyo en crisis de los Estados Unidos (Suicide & Crisis Lifeline) ofrece una línea en español, disponible en el número gratuito: 1-888-628-9454.
- Se recomienda comunicarse a la brevedad con un profesional de salud mental, médico u otro miembro del equipo de atención médica.
- También es deseable el apoyo de un ser querido, un amigo cercano, compañero o colega de confianza, o con alguien de tu comunidad religiosa.

De observarse síntomas en un amigo o familiar, es preciso hablar con esa persona y animarla a consultar con un médico o un profesional de la salud mental. Aunque no se debe obligar a alguien a cambiar, si la relación genera estrés significativo, puede ser útil consultar con un terapeuta.

## Diagnóstico

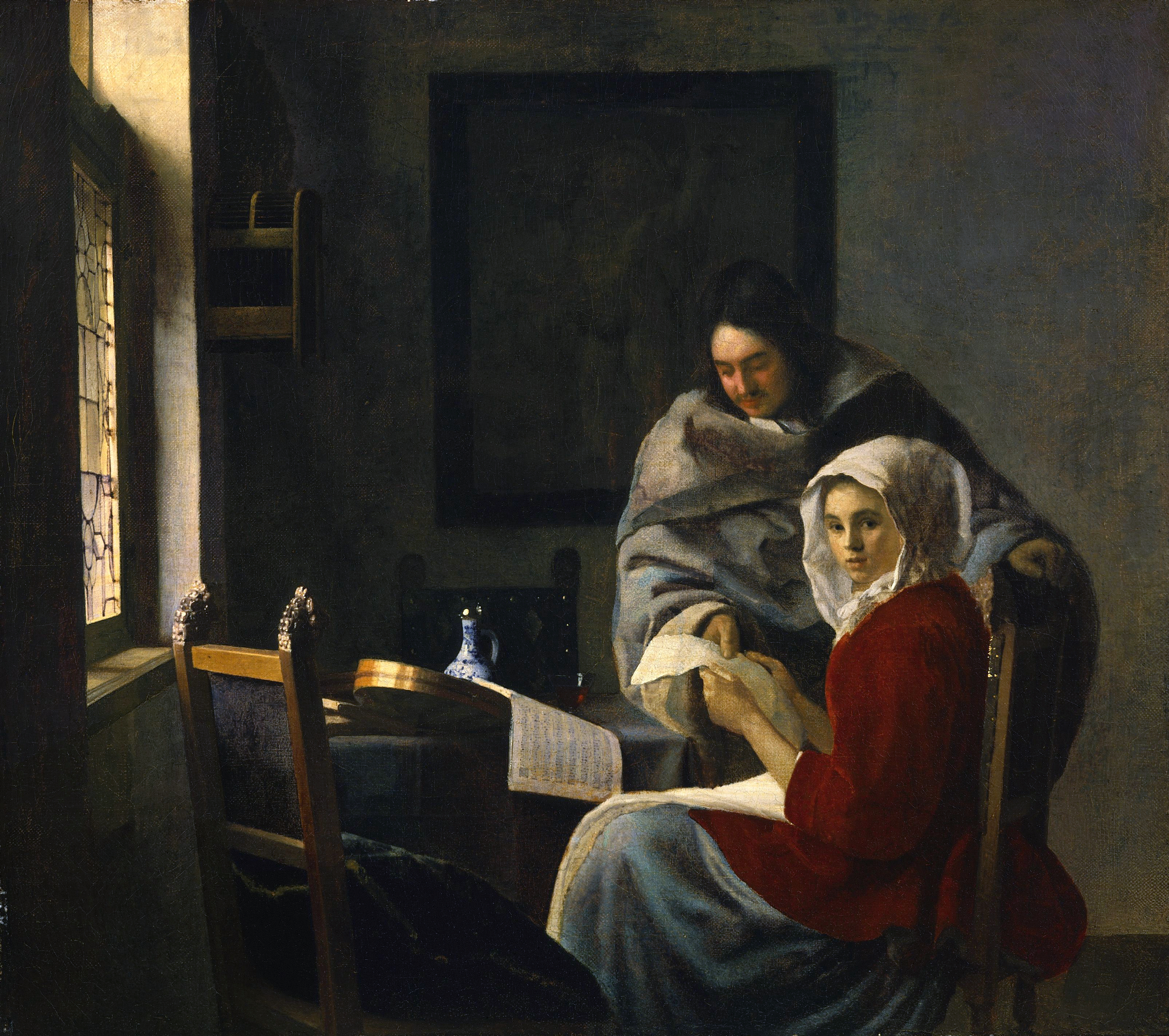
Joven interrumpida en su música, óleo de Jan Vermeer que sirve de inspiración a Sussana Kaysen, afectada de borderline, para poner título a sus memorias, Inocencia interrumpida.

El diagnóstico del TLP se enfrenta a varios desafíos:
- Los rasgos de la personalidad también pueden estar originados por afecciones físicas. Para eliminar confusiones se realiza una evaluación inicial.
- Otros trastornos pueden tener síntomas similares, pero diferentes en cuanto a variables significativas (duración, percepción por el sujeto, etc.). Por tanto, es necesario tener en cuenta las pautas de diagnóstico diferencial.
- Con muy alta probabilidad el paciente también padecerá, simultáneamente, otros trastornos de la personalidad, incluso aquellos para los que se necesita el diagnóstico diferencial para distinguirlos. Se dice que, en ese caso, existen comorbilidades.
- Por último, la personalidad límite es un «constructo», a veces muy discutido. Los profesionales emplean, convencionalmente, manuales y protocolos oficiales. Sin embargo, todos los pacientes son distintos, incluso a lo largo del historial del propio paciente varían las manifestaciones de la afección. Si esto es válido para otros trastornos, lo es mucho más para el TLP.

Por todo lo anterior, la diagnosis puede ser un proceso largo y complejo, que a menudo dura años y se efectúa tras diagnósticos anteriores erróneos o incompletos. Para establecerlo, el profesional se basa en las experiencias declaradas por el paciente, así como los marcadores del trastorno observados por un psiquiatra, psicólogo clínico u otro diagnosticador cualificado a través de la evaluación clínica. Este perfil puede ser corroborado o no por pautas de conducta a largo plazo, informes de familiares, amigos o compañeros de trabajo. El listado más utilizado de criterios que se deben encontrar para el diagnóstico suele ser el DSM-IV.

### Evaluación inicial
La evaluación inicial generalmente consta de un historial personal y familiar, también puede añadir un examen físico por parte de un facultativo. Aunque no existen test fisiológicos que confirmen el TLP, se pueden emplear test médicos para excluir cualquier otra afección que se presente con síntomas psiquiátricos:
- Se procedería a realizar análisis de sangre para medir niveles de TSH, para excluir el hipotiroidismo, electrolitos básicos y calcio sérico y para descartar un desarreglo metabólico.
- Un hemograma que incluya la velocidad de sedimentación globular para descartar una infección sistémica o enfermedades crónicas.
- Una serología para excluir infecciones por sífilis o VIH.
- Dos pruebas que se encargan habitualmente son el electroencefalograma y la tomografía axial computarizada para excluir lesiones cerebrales.

Entre otros instrumentos de evaluación psicológica están los cuestionarios de personalidad. Algunos de los más empleados son:
- Diagnostic Interview for Borderline Personality- Revised ® (DIBR).
- Kernberg's Borderline Personality Inventory ® (BPI).
- Millon Clinical Multiaxial Inventory III ® (MCMI-III).
- Minnesota Multiphasic Personality Inventory-2 ® (MMPI).
- Shedler-Westen Assessment Procedure-200 (SWAP-200).
- Structured Clinical Interview for DSM-IV Axis II Personality Disorders ® (SCID-II).
- Zuckerman-Kuhlman Personality Questionnaire (ZKPQ)- acentúa más los aspectos psicobiológicos de la personalidad.

### Semiología adicional del TLP y biomarcadores
Se han observado algunos de los siguientes signos en las funciones orgánicas de los afectados por TLP:
- Prueba de la supresión de la dexametasona como biomarcador del TLP. Los resultados son ambiguos y parecen tener mayor validez para pacientes comórbidos con el trastorno por estrés postraumático.[57]

- Se observan síntomas de tiroidismo en muchos pacientes borderline: aproximadamente un tercio de los borderline tienen una tirotropina reactiva con hormona liberadora de tirotropina debilitada.[59] También se encuentran frecuentemente anticuerpos antitiroideos.
- Afectación neurológica leve: marcha ligeramente atáxica, confusión derecha-izquierda o pronación-supinación. También en la pinza índice-póllex.
- Irregularidades en el sueño paradójico.[60] Otro estudio parece probar que esto no afecta a la memoria declarativa y procedimentual.[61]
- Reacciones anómalas a medicamentos:
  - Procaína y anestésicos opioides: esto se debe a que, en parte, existe una mayor irritabilidad límbica en el TLP. La administración de procaína, estimulante de las estructuras paralímbicas, como la amígdala cerebral y el córtex cingulado, provoca más irritabilidad y cambios de humor en los TLP.[62]
  - Los periodos de impregnación de algunos fármacos son bastante mayores y necesitan también mayores dosis (véase medicación en este mismo artículo).
  - El alprazolam puede empeorar de forma destacable el descontrol de la conducta del enfermo.
  - La Amitriptilina aumenta las amenazas de suicidio, la dependencia y tendencias agresivas, así como la ideación paranoide,[63] especialmente en niños y adolescentes que comienzan a desarrollar el trastorno o con menor frecuencia ya han debutado.[64]
- Anormalidades en el electroencefalograma: potenciales evocados auditivos P300 anormales. Algunos rasgos son típicos también de la esquizofrenia[65] y en general casi no se puede diferenciar del trastorno esquizotípico,[66] por lo cual se pensó en principio en un origen común de la enfermedad.
- Anormalidades en la bioquímica y función de la serotonina sérica que se pone de manifiesto especialmente en las plaquetas, sobre todo con el transportador de la serotonina:
  - Problemas en el transportador plaquetario de serotonina[67] y la actividad de la monoamino oxidasa.[68]
  - La paroxetina, un ISRS (Inhibidor Selectivo de la Recaptación de Serotonina), tiene una capacidad de unión menor a esta enzima plaquetaria.[69]
  - Nivel bajo de melatonina.[70]
  - Transporte de iones bajo, en especial litio.[71]
- Anormalidades en la tomografía axial computarizada de cabeza.
- En opinión de algunos expertos, se suelen encontrar niveles bajos de vitamina B12 en los pacientes.[72]

### Criterios delDSM-IV-TR
El DSM-IV-TR, un manual ampliamente utilizado como guía para diagnosticar trastornos mentales, define el TLP como «[…] un patrón general de inestabilidad en las relaciones interpersonales, en la autoimagen y en la afectividad y una notable impulsividad que comienzan al principio de la edad adulta y se da en diversos contextos». El TLP se clasifica dentro del «Eje II» como una afección subyacente generalizada o de la personalidad, en lugar de en el «Eje I» que engloba trastornos más limitados. Para realizar un diagnóstico de acuerdo al TLP se necesita al menos cinco de los nueve criterios enumerados más abajo, siempre que al mismo tiempo estén presentes durante un periodo considerable de tiempo. Así pues, existen 256 combinaciones de síntomas que podrían producir un diagnóstico, de las cuales 136 han sido descritas en la práctica en algún estudio. Los criterios son:
| 1. Inestabilidad afectiva debida a una notable reactividad del estado de ánimo (p. ej., episodios de intensa disforia, irritabilidad o ansiedad, que suelen durar unas horas y rara vez unos días). 2. Ira inapropiada e intensa o dificultades para controlarla (p. ej., muestras frecuentes de mal genio, enfado constante, peleas físicas recurrentes). 3. Sentimientos crónicos de vacío o inutilidad. 4. Comportamientos, intentos o amenazas suicidas recurrentes o comportamiento de automutilación. 5. Un patrón de relaciones interpersonales inestables e intensas caracterizado por extremos de idealización y devaluación. 6. Impulsividad en al menos dos áreas que es potencialmente dañina para sí mismo (p. ej., gastos, sexo, abuso de sustancias, conducción temeraria, atracones de comida). Nota: no incluir los comportamientos suicidas o de automutilación que se recogen en el criterio 4. 7. Esfuerzos frenéticos para evitar un abandono real o imaginado. Nota: no incluir los comportamientos suicidas o de automutilación que se recogen en el criterio 4. 8. Alteración de la identidad: autoimagen o sentido de sí mismo acusada y persistentemente inestable. 9. Ideación paranoide transitoria relacionada con el estrés o síntomas disociativos graves. |

Desde 2013, este manual ha sido sustituido por una nueva edición, el DSM 5. Tanto el nombre, como la definición y los criterios diagnósticos de la afección no han sufrido cambios. Lo más notable es que en esta edición se abandona el enfoque diagnóstico multiaxial, de modo que no existen ejes. Muchos críticos abogan porque se abandone la clasificación del TLP como un trastorno de la personalidad, y pase a ser un problema clínico.

### Otros sistemas diagnósticos distintos alDSM
El CIE-10 de la Organización Mundial de la Salud tiene un diagnóstico comparable, llamado «trastorno de la personalidad emocionalmente inestable-tipo borderline» (F60.31). Esto requiere, además de los criterios generales para un trastorno de la personalidad: perturbaciones e incertidumbre sobre la autoimagen, las metas y las preferencias internas (incluida la sexual); propensión a implicarse en relaciones intensas e inestables que en ocasiones conducen a crisis emocionales; esfuerzos excesivos para evitar el abandono, intentos recurrentes o actos de infligirse daños a sí mismo y sentimientos crónicos de vacío.
La guía clínica usada en China para el diagnóstico de trastornos mentales, la CCMD de la Sociedad China de Psiquiatría, tiene un diagnóstico comparable, llamado «diagnóstico impulsivo de la personalidad». Un paciente diagnosticado de DPI debe mostrar «explosiones afectivas» y una marcada «conducta impulsiva», además de al menos tres de otros ocho síntomas. Este constructo ha sido descrito como un híbrido de los subtipos impulsivo y borderline del trastorno de la personalidad emocionalmente inestable, y también incorpora seis de los nueve criterios del DSM-IV.

## Diagnóstico diferencial
| Síntoma              | En TLP                                          | En otros trastornos |
| -------------------- | ----------------------------------------------- | --- |
| Depresión            | Ánimo bajo corto, subclínico e intermitente     | Ánimo bajo extenso y continuo |
| Cambios de humor     | Muy rápidos: días u horas. reactivos            | En TAB dura semanas. En TAB sin desencadenante. Dentro del espectro de TB pueden ocurrir con un desencadenante como traumas, falta de sueño y situaciones estresantes. |
| Disfunción cognitiva | Alucinación en situac. de estrés. Se da cuenta. | En esquizofr. Alucinación continua y no reconocida. |
| Ideación paranoide   | Tendencias no delusivas                         | Esquizofrenia: delusiones fijadas |
| Despersonalización   | Sensaciones de irrealidad cuando aparece estrés | Poco frecuente |

### Con trastornos de la afectividad
El trastorno límite de la personalidad suele ser coocurrente con trastornos del estado de ánimo. Algunos rasgos del TLP pueden incluso solaparse con esos mismos trastornos, complicando una evaluación diagnóstica diferencial.
Ambos diagnósticos implican síntomas conocidos comúnmente como «oscilaciones emocionales». En el trastorno bipolar, el término se refiere a episodios cíclicos de ánimo elevado y deprimido que generalmente dura semanas o meses. En la variante cicladora rápida de este trastorno hay más de cuatro episodios al año, pero incluso en este caso las oscilaciones se mantienen más que en el TLP.
La situación de un borderline supone una marcada labilidad y reactividad emocional a la que se suele denominar desregulación emocional. El comportamiento típico se produce en respuesta a factores externos psicosociales y a estresantes intrapsíquicos y pueden surgir o desaparecer repentina y dramáticamente y durar segundos, minutos, horas o días.
La depresión bipolar es más generalizada, con trastornos del apetito y del sueño, así como una marcada ausencia de reactividad emocional, mientras que el estado de ánimo de una personalidad TLP con co-ocurrencia de distimia permanece destacablemente reactiva y sin trastornos agudos del sueño.
Hay un debate sobre la relación entre el trastorno bipolar y el TLP. Algunos sostienen que este último representa una forma subumbral del trastorno afectivo, mientras que otros mantienen la distinción entre trastornos, aunque hay que hacer notar que suelen darse simultáneamente.

### Con el trastorno por déficit de atención con hiperactividad
Aproximadamente 38,1 % de las personas con trastorno límite también presentan sintómas compatibles con el trastorno por déficit de atención con hiperactividad.

### Con otros trastornos de personalidad
Según DSM-IV, en el diagnóstico diferencial con otros trastornos de la personalidad se deben tener en cuenta las siguientes consideraciones:
- Con el trastorno histriónico de la personalidad se comparte el cambio rápido de emociones, pero los TLP son autodestructivos, rompen con ira las relaciones y sienten vacío.
- Con el trastorno esquizotípico de la personalidad comparten la ideación paranoide, pero en TLP es pasajero y depende del entorno (reactivo).
- Con los trastornos paranoide y narcisista de la personalidad comparte la ira inapropiada, pero éstos son menos impulsivos y tienen una identidad personal más estable, no les preocupa tanto el abandono y no son autodestructivos.
- Con el trastorno de la personalidad por dependencia comparte el miedo al abandono, pero a diferencia del TLP se reacciona con sumisión.

## Cuadro clínico

### Características según el sexo
La primera diferencia significativa es la mayor prevalencia (3:1) en mujeres que en hombres. Al ser tan llamativa, ha generado todo tipo de investigaciones. Existen dos opciones para explicar esta diferencia. La primera es que existe algún tipo de defecto de diseño (bías o sesgo estadístico) en los instrumentos de observación estadística. La segunda es que realmente existen diferencias sociales o biológicas. En cuanto a las causas por las que hay más diagnósticos (no casos, puesto que posiblemente no se conoce exactamente la prevalencia real en hombres) serían: el abuso sexual, que es común en los historiales de TLP, se dan más en mujeres; las mujeres experimentan más mensajes inconsistentes e invalidantes; las mujeres son socializadas para ser más dependientes; al publicarse una mayor prevalencia, los profesionales tienden a dar más diagnósticos de TLP a mujeres; los hombres tienden, por el estigma social, a buscar menos ayuda psiquiátrica; los hombres son tratados de adicciones y los síntomas borderline pasan desapercibidos porque se supone que el TLP es «cosa de mujeres» y en definitiva: mientras que las mujeres TLP acaban en el sistema de salud, los hombres acaban en la cárcel (ver coste social).
En general, ambos géneros comparten más similitudes que diferencias. Sin embargo, algunos estudios epidemiológicos señalan que el curso del trastorno suele presentar diferencias características de género. En especial:
- Los varones con TLP suelen tener con más frecuencia problemas con el abuso de substancias y comorbilidad con el trastorno narcisista, trastorno esquizotípico y trastorno antisocial.
- Las mujeres, por el contrario, tienen más posibilidad de padecer trastorno por estrés postraumático, trastornos alimentarios y de la identidad. Sin embargo, al revisar en el mismo estudio algunas diferencias que se presentan más en mujeres, como la depresión mayor, tienen una tasa de prevalencia semejante en ambos sexos cuando se padece TLP.

Por otra parte, un estudio más amplio y reciente (muestra: 25 hombres y 138 mujeres) encuentra las siguientes diferencias:
- Las mujeres con TLP tienen mayor probabilidad de padecer trastorno por ansiedad generalizada, trastornos somatoformes y trastornos histriónicos. Tienen mayores tasas de depresión, ansiedad, obsesión-compulsión, disfunciones en el desempeño de tareas y afectividad negativa. También tienen más probabilidades de manifestar el criterio DSM-IV de paranoia-disociación. Asimismo, las mujeres mostraron peores condiciones en cuanto a roles emocionales, sociales y funcionamiento de la salud mental que los varones, según el formulario corto 36 del Health Survey.
- En adolescentes se han observado los mismos síntomas y fenomenología que en los adultos. En especial, los chicos TLP son más agresivos, disruptivos y antisociales, en tanto que las chicas muestran cuatro subgrupos, las de alta internalización, con trastorno histriónico, depresivas internalizantes y atrabiliarias externalizantes.[90]
- El trastorno antisocial es más comórbido en varones. No se observan, contrariamente a lo esperado, diferencias en el uso de servicios de salud mental entre ambos sexos.

Asimismo, existen trabajos recientes, realizados en modelos animales, que muestran diferencias importantes de género en como se modulan algunos aminoácidos o en el transportador de la serotonina, uno de los que han sido implicados en vulnerabilidades que pueden conducir al trastorno.

### Psicopatología I: características generales de las personas con TLP
Para una información más detallada véase Apartados II y III
Se ha dicho que probablemente no existe un trastorno mental que haya suscitado tanta literatura, aunque muy poca de ella se basa en investigación empírica.
- Aversión: los estudios sugieren que los individuos con TLP tienden a experimentar frecuentes y severos estados de tensión aversiva, de larga duración y a menudo desencadenados por rechazo perceptivo solamente o bien por fallos en la percepción.[93]
- Labilidad: los individuos que padecen TLP pueden mostrar labilidad emocional entre la ira y la ansiedad o depresión y ansiedad.[94] También sensibilidad temperamental a los estímulos emocionales.[95]
- Los estados emocionales negativos que están particularmente asociados con el TLP han sido agrupados en tres categorías: sentimientos de destructividad o autodestructividad, sentimientos de fragmentación o ausencia de identidad y sentimientos de victimización.[96]
- Extrema sensibilidad hacia la forma de trato de los demás hacia ellos, reaccionando enérgicamente cuando perciben críticas o comentarios hirientes u ofensivos.
- Cambios (pueden ser muy rápidos) de positivo a negativo:
  - En sus sentimientos hacia los demás, generalmente tras una decepción o la percepción de que van a perder a alguien. Estudios sobre la generación de vínculos afectivos por parte del sujeto sugiere que los afectados, aunque con elevada búsqueda de la intimidad o la novedad, pueden estar en ambos casos en un estado de hiperalerta.[92] También aparecen signos de rechazo o de invalidación y tienden a ser inseguros, evitativos, ambivalentes o a mostrar pautas de preocupación y temor en sus relaciones.[97]
  - La autoimagen también cambia rápidamente de extremadamente positiva a extremadamente negativa.
- Conductas impulsivas, como el alcohol o las toxicomanías, el sexo no seguro, la ludopatía y conductas imprudentes en general.[98]
- Tienden a ver el mundo generalmente como peligroso y malvado y a verse a sí mismos como impotentes, vulnerables, no dignos de aceptación e inseguros en su identidad.[92]
- Manipulación: los afectados de TLP son descritos a menudo, incluso por algunos profesionales de la salud mental y el DSM-IV,[73] como deliberadamente manipuladores o personas difíciles, pero esto no es cierto, ya que al analizar esta conducta se ve que son conductas defensivas por su impotencia contra su dolor interno y turbación o bien limitadas a competencias y habilidades sociales.[99][100][101]
- Familia: existe un cierto número limitado de investigaciones sobre la comprensión de los miembros de una familia de un TLP sobre el problema y la sensación de llevar una carga o las emociones negativas experimentadas o expresadas por los miembros de la familia.[102] Los padres y madres de los sujetos con TLP manifiestan extremos de sobreimplicación y desentendimiento.[103]
- Relaciones de pareja: el TLP ha sido relacionado con una especie de niveles exacerbados de estrés crónico y conflicto en relaciones románticas, insatisfacción con sus compañeros románticos, abusos y embarazos no deseados. Estas vinculaciones pueden ser en gran medida generales para todos los trastornos de la personalidad y, en realidad, problemas subsindrómicos,[104] pero estos temas son comúnmente tratados en grupos de apoyo y la literatura publicada para compañeros sentimentales de sujetos que padecen TLP.

### Psicopatología II: formas (tipología) de la personalidad límite
Un rasgo especial del TLP es que puede manifestarse con distintas tipologías. Además, los síntomas pueden cambiar a lo largo del tiempo, de modo que los sucesivos diagnósticos solo mostrarían una «instantánea» del trastorno. Sin embargo, para Kernberg, la «organización límite de la personalidad» es común a todas ellas. Volkan y Branch (1992) ven la personalidad borderline como una escala. En el punto más bajo estarían los pacientes menos severos, aquellos que casi siempre se comportan como neuróticos. Los pacientes en los escalones superiores (TLP severos) tienen un mayor número de fases psicóticas.
De acuerdo con lo establecido por diferentes expertos, apenas existe un paciente con TLP que no cumpla los criterios de al menos otro trastorno de la personalidad y en los casos más graves es posible incluso que hasta siete (Loranger et al.1994, Bronisch 2005). En general hay un alto grado de comorbilidad entre estos pacientes. Distintos artículos bien conocidos critican que los criterios CIE y DSM para los trastornos de la personalidad asignan a los pacientes a categorías poco útiles, puesto que éstas forman un continuo. A este tipo de investigadores pertenecen Kernberg, Fiedler, Dulz, Plakun, McGlashan, Heinssen, Ronnigstam y algunos otros. Con respecto al TLP esto quiere decir que las clasificaciones actuales del CIE y el DSM, como ya se ha dicho, existen solo en el papel y no suelen aplicarse en la investigación actual.
Niveles sintomáticos
Birger Dulz, 2001 introdujo una clasificación de los TLP en contacto con los factores antes mencionados en subtipos, los así llamados «niveles sintomáticos». Se orientan hacia otros trastornos de la personalidad, distinguiéndose, no obstante, de la neurosis y la psicosis. Según Dulz, es raro que en las formas más severas de TLP haya un único nivel sintomático.
Esta clasificación se amplió al incluirse el modelo de Stone (1994). Según este, los TLP divergían entre un factor ofensivo (llamado factor agresivo) y un «factor pasivo» (llamado factor autoagresivo). El factor ofensivo se atribuye primariamente a abusos físicos graves que sufrieron los afectados. El factor pasivo se atribuye al abuso sexual primario.
El nivel sintomático de temor (al que se refiere como el estadio más maduro) representa una forma más leve. Aquí la estructura del Yo es por lo menos lo suficientemente estable como para que el síntoma central se transforme en un miedo indefinido que se manifiesta abiertamente. Con los casos más severos, la estructura del Yo es más inestable y los grados de temor son mayores, lo que conduce a una exteriorización de los sentimientos de temor más intensa (referido como estructura escindida) y son encubiertos o convertidos por otros síntomas.
| Nivel sintomático                                               | Rasgos generales | Autoagresividad | Heteroagresividad |
| --------------------------------------------------------------- | --- | --- | --- |
| Nivel sintomático de temor (forma más leve del TLP)             | Temores crónicos imprecisos y difusos, evitación de ciertas actividades, en muchas áreas de la vida | Temor, sensaciones de impotencia | Apartamiento de lo temido como negación del contacto (actos de agresividad oculta)                                                                             |
| Nivel sintomático fobiforme                                     | La multiplicidad de fobias provocan limitación social, fobias respecto a objetos externos y el propio cuerpo y persona | Desde fobia con apartamiento a evitación de lo temido | Apartarse de lo temido como evitación de contacto (acto de agresividad oculta)                                                                                 |
| Nivel sintomático depresivo                                     | Emoción depresiva, sentimientos de impotencia (a menudo como consecuencia de una ruptura de la autoimagen) | Vacío objetual, depresividad, anhedonia | Impotencia objetual, furia |
| Nivel sintomático psicosomático                                 | trastornos psicosomáticos y daños, conflictos y miedo difuso transferido al nivel físico desde el emocional | Anorexia nerviosa, bulimia (agresión dirigida contra el propio cuerpo) | Anorexia: cuando se actúa agresivamente: p. ej. contra los padres. También acciones heteroagresivas                                                            |
| Nivel sintomático narcisista                                    | Vacío interior, pérdida del autocontrol como un intento de reducir los temores, instrumentalización del otro, arrogancia, presunción, exigencias | conducta autolesiva o suicida tras un pretendido agravio, antisocial; delincuencia autoagresiva, drogas, juego, sexualidad de riesgo                                          | Furia y ataque contra los agravios, antisocial; heteroagresividad                                                                                              |
| Nivel sintomático obsesivo                                      | Reducción de la tensión por compulsiones y por pensamiento imperativo, preconcepciones prematuras y difíciles de cambiar, dificultades para expresar sentimientos acogedores | Compulsiones, pensamiento imperativo con contenidos autoagresivos | Pensamiento compulsivo con contenidos heteroagresivos |
| Nivel sintomático histeroide (forma severa o muy severa de TLP) | Síntomas disociativos severos hasta llegar a trastorno de la identidad disociativa, bloqueos, amnesia, conducta manipulativa, plurimorfismo, síntomas extraños de conversión parcial, para expresar dramatizaciones sobre emociones intensas, y además para ajustar sentimientos de vacío (vacío afectivo) | autolesiones con disociación, afecciones de personalidad autoagresiva, conversión, sugestibilidad                                                                             | Ataques contra la disociación, trastornos de la personalidad heteroagresivos, dramatización                                                                    |
| Nivel sintomático psicótico (forma muy severa de TLP)           | Síntomas psicóticos, pseudoalucinaciones ópticas y acústicas, de flashbacks (reexperimentación), los temores difusos se transforman en síntomas paranoides y las autolesiones en antipsicóticos | Pseudoalucinaciones, respuestas disociativas, en el caso extremo TDI p. ej. como voces insultantes, de contenidos agresivos, síntomas paranoides con reacciones autoagresivas | Pseudoalucinaciones, respuestas disociativas, en casos extremos TDI, así como otros contenidos direccionales, síntomas paranoides con reacciones autoagresivas |

### Comorbilidad
Del TLP se ha dicho en ocasiones que es el «paradigma de la comorbilidad» (Martínez Raga y otros, 2005). Supone que algunas afecciones suelen aparecer conjuntamente con el TLP. Cuando se comparan individuos diagnosticados de TLP con otros diagnosticados de otro tipo de trastornos, los primeros muestran una elevada tasa de cumplimiento de criterios para:
- Trastornos por ansiedad.
- Trastornos de la afectividad, incluyendo depresión clínica y trastorno bipolar.
- Trastorno narcisista.
- Trastornos de la alimentación, incluyendo anorexia nerviosa y bulimia.
- Con menor frecuencia, trastornos somatomorfos.

El abuso de substancias es un problema común en el TLP, tanto si es debido a la impulsividad o bien a un mecanismo para soportar otros síntomas y entre un 50-70 % de los pacientes psiquiátricos con TLP cumplen el criterio de un trastorno por abuso de substancias.
Depresión
Entre un 80 y un 100 % de los pacientes con TLP pueden cursar con depresión endógena, o bien con depresión mayor o «trastornos afectivos unipolares» para diferenciarlas con los «trastornos afectivos bipolares». Estas cifras son inciertas porque las depresiones endógenas pueden aparecer ocasionalmente en algún momento de la vida y desaparecer también ocasionalmente. Por tanto, se necesita estudios a largo plazo y no siempre se puede registrar el dato claramente.
El dato distintivo de otros «trastornos de la afectividad» es la «inestabilidad afectiva» que muestran las personas afectadas de TLP. También se debe diferenciar de las depresiones reactivas, que surgen como respuesta a grandes cambios ambientales (p. ej. en situaciones problemáticas de la vida). Estas formas de depresión se pueden dar individualmente o ambas conjuntamente con el TLP en diferentes grados.
Trastorno por déficit de atención/hiperactividad (TDAH)
Trabajos recientes indican que la mitad de los pacientes de TLP muestran antecedentes de TDAH (Bohus, 2004). En tales casos la capacidad para la integración social, en particular en la vida profesional, encuentra dificultades extremas. En cualquier caso se encuentran en muchos estudios similitudes entre las dos patologías. Este conjunto de características compartidas crea confusiones en algunos diagnósticos.
Un artículo señala una elevada prevalencia de este trastorno en la infancia de los afectados, indicándolo además como un factor comórbido que potencialmente agrava los síntomas.
Otras
Los pacientes de TLP tienen normalmente diferentes afecciones psicosomáticas que pueden ser diferentes y complejas. Las típicas son dolores de cabeza, estómago delicado, sobrecarga neural y otros numerosos síntomas orgánicos. De un 21 a un 67 % de las personas afectadas intenta acceder a substancias de las que abusa o sufre enfermedades «de moda». Aproximadamente el 14 % de ellas consisten en trastornos de la alimentación (Bohus, Unckel 2005), bulimia y más raramente anorexia, excepto en el caso de la comorbilidad con el trastorno bipolar, en cuyo caso no existe una correlación destacable.

### Curso
El TLP es un trastorno de inicio temprano y de curso crónico. Se puede manifestar ya en las primeras etapas de la infancia, en la adolescencia o en el inicio de la edad adulta. De cualquier forma ha de manifestarse antes de los 25 años. Los casos en que aparece más precozmente suelen tener peor pronóstico sobre todo si van acompañados en la adolescencia de abuso de sustancias, conductas suicidas y parasuicidas y conductas autodestructivas. Los años de mayor prevalencia del trastorno suele ser entre los 20 años y los 35 años, justo en el periodo en que el individuo tiene que hacerse adulto e independiente y marcarse una línea de vida y unas metas. Se ha visto que al mismo tiempo que van apareciendo los primeros síntomas, se registran alteraciones en la maduración cerebral. Otros estudios parece que asocian esta circunstancia al hecho de que aparezca comórbido con el trastorno de conducta.
El TLP no es un trastorno degenerativo como otros TP. En la mayoría de los casos se va produciendo una estabilización a partir de los 35-40 años, suavizándose muchos síntomas, sobre todo la impulsividad. Pero esta «mejora» no se produce de forma automática ni de la misma forma en todos los casos y depende mucho del deterioro que la persona haya ido acumulando a lo largo de los años.

## Pronóstico
El pronóstico en el TLP viene condicionado por la edad de aparición de los primeros síntomas, la intensidad de los mismos y la presencia de ciertas conductas.
- Un pronóstico negativo vendría marcado por inicio temprano (infancia y adolescencia) de los síntomas, alta intensidad de los mismos, presencia de algún tipo de adicción y conductas suicidas o parasuicidas o conductas disociativas, poca conciencia de enfermedad del sujeto y negativa a ponerse en tratamiento.

- Un pronóstico positivo vendría dado por aparición de los síntomas ya en la edad adulta (entre los 20 y 25 años), ausencia de conductas adictivas o de conductas suicidas y predisposición a vincularse a nivel terapéutico.

Existen modelos de predicción de la evolución de los pacientes sometidos a terapia durante dos años valorando la psicopatología de base, presencia de traumas en la infancia y estabilidad de las relaciones actuales. Sin embargo, la predicción a 10 años es más compleja y además de elementos que se tienen en cuenta en las evaluaciones habituales, entran en juego otras como el temperamento particular del paciente.
Los datos indican que un porcentaje substancial de las personas diagnosticadas de TLP pueden conseguir la remisión incluso en un año o dos. Un estudio longitudinal encontró que, seis años después de ser diagnosticado con TLP, el 56 % mostraban buen funcionamiento psicosocial, comparado con el 26 % de la línea de base. Aunque los logros vocacionales son más limitados, incluso comparándolos con los de otros trastornos de la personalidad, los pacientes cuyos síntomas han remitido eran con mucha probabilidad los que tenían una buena relación con su cónyuge/pareja y con al menos uno de los padres, buenos resultados escolares, un historial sostenido de buen alumno y buen funcionamiento global y psicosocial.

### El riesgo de suicidio en el TLP
Las conductas e intentos de suicidio son, con una marcada diferencia, mucho más frecuentes que en otros trastornos de la personalidad. Aparecen en otros trastornos mentales e incluso de forma más grave como en el trastorno bipolar, la depresión o la esquizofrenia. Pero sí son más características del TLP respecto a otros TP en que no suelen aparecer (sobre todo en los trastornos de la personalidad del grupo C). Se estima que aproximadamente un 70 % de los TLP han tenido conductas de tipo suicida o parasuicida y entre un 8 y un 10 % consuman el suicidio.
A diferencia de pacientes con trastornos afectivos (trastornos depresivos o bipolares), el TLP suele tener más actos de tipo parasuicida y autolesiones y menos intentos graves de suicidio. Se «juega» más con este tipo de conductas de forma que suelen aparecer como llamadas de atención o "manipulaciones", lo cual no significa que no hayan de ser tenidas en cuenta y ser abordadas lo antes posible en la terapia.
Los pacientes TLP que llegan a consumar el suicidio de forma «no accidental» han tenido ya numerosos antecedentes de intentos serios de suicidio y autolesiones graves. Factores que pueden precipitar la consumación en pacientes con estos antecedentes son el abuso de algún tipo de sustancia (sobre todo alcohol y cocaína), el aislamiento social y la falta de apoyo o cuidado familiar, el abandono de vínculos terapéuticos o el no cumplimiento de las prescripciones farmacológicas. Por el contrario, los pacientes TLP que mantienen unos vínculos sociales mínimos, cuentan con la estrecha contención familiar.

## Tratamiento
El tratamiento del trastorno debe tener en cuenta la complejidad intrínseca de la enfermedad. En primer lugar se debe decidir si se realiza en régimen ambulatorio, de hospitalización parcial o de internación. Esta decisión se basa principalmente en el riesgo de suicidio o autolesiones, así como en manifestaciones lo suficientemente severas para interferir con la vida diaria del paciente en su entorno. Otro asunto es el elevado nivel de comorbilidades y situaciones individuales, por lo que en el tratamiento es esencial la flexibilidad. Dado el doble componente del trastorno, biológico y ambiental, el tratamiento debe abordar ambos capítulos. Por una parte se debe tratar las vulnerabilidades biológicas y la desregulación en la fisiología de los neurotransmisores que se manifiestan en: síntomas de desregulación afectiva, síntomas de discontrol impulsivo-conductual y síntomas cognitivos-perceptuales. La medicación ayuda a aliviar la sintomatología en los periodos de descompensación aguda, así como los trastornos comórbidos. Un facultativo debe establecer, basándose en protocolos y de forma individualizada, la duración del tratamiento farmacológico, así como su dosificación.
De otra parte, la medicación por sí sola no ayuda al individuo a enfrentarse a las situaciones ambientales concretas y en todo caso está indicada la psicoterapia. Su meta es tratar los conflictos intrapsíquicos, las defensas, el progreso en el desarrollo de la personalidad y sus bloqueos, la adaptabilidad, en especial en cuanto al establecimiento de vínculos afectivos seguros y las competencias para el manejo de estresantes psicosociales.

### Psicoterapia
Se ha observado tradicionalmente de forma escéptica el tratamiento psicológico de los trastornos de la personalidad, pero se han desarrollado en los últimos años algunos tipos específicos de psicoterapia para el TLP. Los estudios efectuados hasta la fecha no proporcionan evidencia determinante sobre la eficacia de las mismas, pero sugieren que las personas diagnosticadas de TLP pueden beneficiarse en al menos alguna de las medidas resultantes. Una simple terapia de soporte por sí sola puede mejorar la autoestima y movilizar los recursos existentes en los individuos con TLP. Las psicoterapias específicas pueden implicar sesiones de varios meses, o como suele ser particularmente común en los trastornos de la personalidad, varios años. La psicoterapia habitualmente puede estar dirigida a individuos o grupos. La terapia de grupo puede ayudar en el aprendizaje y la práctica de habilidades interpersonales y autoconsciencia en los afectados por TLP, aunque las tasas de abandono pueden ser problemáticas.
Un estudio reciente concluye que cualquiera de los tres tipos más habituales de psicoterapia estimula mejoras substanciales en las personas que padecen este trastorno. Las tres modalidades estudiadas eran la terapia dialéctica conductual, la terapia enfocada a la transferencia y la terapia focal de esquemas. La psicoterapia que se centra en temas emocionales surgiendo en la interacción entre el paciente y el terapeuta, conocida como terapia enfocada a la transferencia, es la que más estimula cambios en las personas que padecen el trastorno límite de la personalidad. Los principales obstáculos para la terapia son el pensamiento polarizado y el establecimiento de límites.

#### Terapia cognitivo conductual
La Terapia cognitivo-conductual (TCC) es el tratamiento psicológico más ampliamente usado para trastornos mentales, pero se ha mostrado menos eficaz en el TLP, debido parcialmente a las dificultades para desarrollar una relación terapéutica y una adhesión al tratamiento. Los planteamientos como la TDC y la terapia de esquemas se desarrollaron parcialmente como un intento de expansión o apéndice de la tradicional TCC, que utiliza un número limitado de sesiones para centrarse en patrones de pensamiento, percepciones y conductas específicamente no adaptativas. Un estudio reciente encontró un número de beneficios sostenidos gracias a la TCC, además del habitual tratamiento, tras una media de 16 sesiones al año.
La desensibilización y reprocesamiento por movimientos oculares (EMDR) es un tratamiento para el TEPT, un trastorno que en muchos casos se ha visto estrechamente asociado al TLP. Es semejante a la terapia cognitivo conductual y se contempla como un tipo de ésta, pero también incluye técnicas encaminadas a facilitar un procesamiento emocional completo de los recuerdos traumáticos.

#### Terapia dialéctica conductual

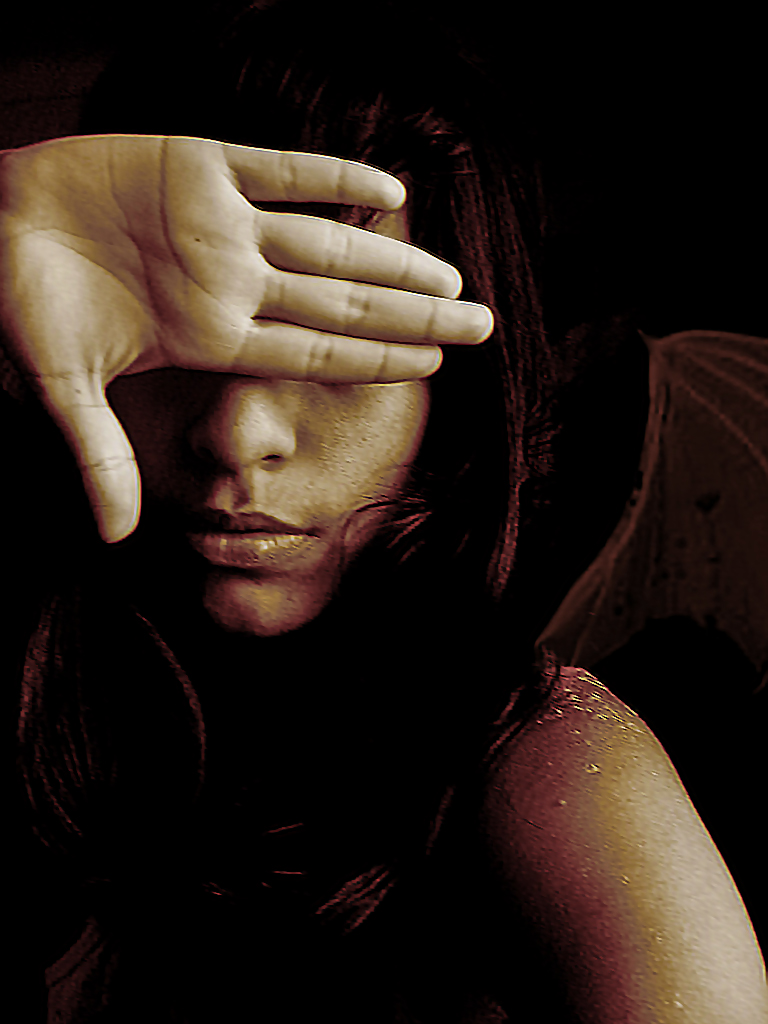
I'm going under my madness (Me sumerjo en mi locura), de la fotógrafa peruana Amparo Torres. Los afectados frecuentemente reaccionan con negación antes de afrontar la terapia. Según A.J. Mahari, 2006, el camino de la recuperación del TLP pasa por el encuentro con la «herida nuclear del abandono» y «la construcción de un yo auténtico».

En los años 1990 se estableció un nuevo tratamiento psicosocial para el TLP, llamado terapia dialéctica conductual (TDC), originalmente desarrollada como una intervención para pacientes con conductas suicidas.
Esta terapia se deriva de las técnicas cognitivo-conductuales (y se puede considerar una forma de terapia cognitivo-conductual), pero se centra en el intercambio y la negociación entre el terapeuta y el cliente, entre lo racional y lo emocional y entre la aceptación y el cambio (de ahí el nombre de dialéctica). Los objetivos de la terapia son acordados, aunque se priorizan los temas de autolesiones. El componente nuclear es el aprendizaje de nuevas competencias, incluyendo la «conciencia plena» (meditación atenta), eficiencia interpersonal (p.ej. asertividad y habilidades sociales), manejo adaptativo de la angustia, las crisis, la identificación y la regulación de las reacciones emocionales.
La TDC se puede fundamentar en la teoría biosocial de la función de la personalidad en la cual el TLP se ve como un trastorno biológico de la regulación emocional en un entorno social experimentado como una invalidación por el paciente borderline.
Se ha visto que la terapia dialéctica conductual reduce significativamente las autolesiones y la conducta suicida en los TLP, más allá de otros tratamientos habituales por expertos, y es mejor aceptado por los clientes. Sin embargo, no está tan claro que tenga una eficacia adicional en el tratamiento global del TLP. Se ha visto que el entrenamiento de las enfermeras en el uso de la TDC elimina el pesimismo terapéutico por una comprensión y perspectivas más optimistas.

#### Terapia cognitiva focal de esquemas
La terapia de esquemas es una intervención de planteamiento integrativo basado en técnicas cognitivo-conductuales o técnicas de adquisición de competencias junto con la teoría de la relación de objeto y elementos gestálticos. Fue desarrollada por Jeffrey Young, a lo largo de los años 1980, fundándose el primer instituto de terapia de esquemas en Manhattan en 1990. Se centra directamente en los aspectos más profundos de la emoción, la personalidad y los esquemas (modos fundamentales de categorizar y reaccionar frente al mundo). El tratamiento también se centra en la relación con el terapeuta (incluyendo un proceso de «adopción limitada»), la vida diaria fuera de la terapia, y las experiencias traumáticas de la infancia. Algunas investigaciones recientes restringidas sugieren que es significativamente más eficaz que la psicoterapia enfocada a la transferencia solamente, con la mitad de los individuos TLP evaluados como completamente recuperados tras 4 años y con dos tercios mostrando mejoras clínicamente significativas. Otro pequeño ensayo ha mostrado también la eficacia.

#### Terapia cognitivo-analítica
La terapia cognitivo-analítica fue desarrollada por Anthony Ryle. Esta terapia breve se desarrolló en el contexto del Servicio Nacional de Salud en el Reino Unido con el objetivo de proporcionar un tratamiento eficaz y asequible que pueda ser proporcionado de forma realista en recursos restringidos al ámbito de un servicio estatal de salud. Combina planteamientos cognitivos y psicoanalíticos y ha sido adaptado para el uso con individuos con TLP con resultados en ambos sentidos.

#### Psicoanálisis
Desde la perspectiva del psicoanálisis el TLP suele ser llamado caso límite, caso fronterizo traducciones ambas de la palabra inglesa más difundida: borderline y la alemana Grenzfall.
El psicoanálisis suele definir al caso límite como una estructura psicótica que aparenta ser una neurosis grave de carácter con rasgos perversos (como el sadismo) o de personalidad psicópata. Desde el punto de vista teórico los síntomas «neuróticos» de los TLP cumplirían una función defensiva ante el posible brote psicótico.
En 1942, Helene Deutsch describió un tipo de personalidad a la cual denominó en inglés: as if («como si»), que tiene características que luego se aplicarían en la casuística a los borderlines: «Los “como si” son aquellos casos en los cuales la relación emocional del individuo con el mundo exterior y con su propio ego se presenta pobre o ausente, se encuentran en relación estrecha con la despersonalización. Aparentan ser normales exteriormente, pero carecen de autenticidad en sus vidas emocionales».
Lacan considera que en las personalidades borderlines existe una forclusión por la cual el registro de lo real y de lo imaginario —como ocurre en toda psicosis— no está correctamente interrelacionado con el registro de lo simbólico, sin embargo, en el caso borderline, a diferencia de las otras psicosis, el individuo tiene un sinthome que mantiene lábilmente la coherencia entre lo real, lo imaginario y lo simbólico (en la teoría psicoanalítica lacaniana la normal relación entre lo real, lo simbólico y lo imaginario se da de un modo semejante al de la topología de un nudo borromeo, pero en los casos borderlines no existe tal relación, sino que el sinthome cumple la función de un cuarto lazo provisional que mantiene una frágil estructuración entre lo simbólico y los otros dos registros).
El psicoanálisis tradicional se está usando menos que en el pasado, tanto en general como para tratar el TLP. Se ha ligado este tipo de intervención a la exacerbación de los síntomas del TLP, aunque también hay pruebas de la eficacia de ciertas técnicas en el contexto de una hospitalización parcial.
Todo enfoque de orientación psicodinámico centra su necesidad en el control contratransferencial del analista. Dado el grado extremo transferencial de toda personalidad borderline, con su polarización emocional intensamente positiva o negativa hacia el psicoterapeuta, generará sin excepción a como concurre en cualquier otra persona de su entorno social, una reacción contratransferencial que interferirá y anulará inmediatamente todo intento de proceso psicoterapéutico. De ahí el prerrequisito sine qua non de haber pasado por uno o varios análisis previos que conformen una buena estructuración de la personalidad del analista, sin idealizaciones, claro está. Por ello es imprescindible que todo intento de tratamiento deba ser entendido desde una dualidad procesual interactiva de persona a persona, con lo cual se exigiría la inclusión del analista como variable imposible de valorar como alguien sujeto a estatus, rutina o presunción.
Resulta importante valorar las controversias suscitadas sobre la rigidez en los límites personales del analista, cómo deben tratarse los momentos de crisis y la eficacia de la confrontación tanto a nivel cuantitativo como cualitativo.
Dos elementos implícitos en el setting psicoanalítico ortodoxo, como son la asociación libre y la neutralidad, o intervención mínima del terapeuta, resultan contraproducentes «debido a la deficiente estructura psíquica que poseen» estas personas. Por otra parte, y desde la extremidad de todo posicionamiento defensivo que sitúa a la personalidad borderline dentro del episodio psicótico, se verifica a su vez su favorecimiento por medio del psicoanálisis.
Otro elemento discordante es la larga duración del tratamiento psicoanalítico, resultando innecesario ante tratamientos igualmente eficaces en menor tiempo.

#### Psicoterapia enfocada a la transferencia
La psicoterapia enfocada a la transferencia (PET) es una forma de terapia psicoanalítica que data de los años 60 enraizada en los conceptos de Otto Kernberg sobre el TLP y su estructura subyacente (estructura de la personalidad borderline). A diferencia del caso del psicoanálisis tradicional, el terapeuta desempeña un papel muy activo en la terapia. Este trabaja en la sesión en la relación paciente-terapeuta. Tratará de explorar y clarificar aspectos de esta relación para que las díadas subyacentes se clarifiquen. Algunas investigaciones limitadas sobre la PET sugieren que puede reducir algunos síntomas del TLP que afectan a ciertos procesos subyacentes y que la PET a diferencia con la Terapia dialéctica conductual y la de soporte resulta en un funcionamiento de reflejos incrementado (la capacidad de percibir de forma realista sobre cómo piensan los otros) y conseguir un estilo de vínculos más seguro. Lo que es más, la PET se ha mostrado tan efectiva como la TDC mejorando la conducta suicida y ha sido más eficaz que ésta para aliviar la ira y reducir conductas agresivas verbales o directas. Ciertas investigaciones limitadas sugieren que la PET parece ser menos eficaz que la terapia enfocada a los esquemas, mientras que es más eficaz que no hacer ningún tipo de tratamiento.

#### Psicoterapia basada en la mentalización
La psicoterapia basada en la mentalización (MBT o TBM), desarrollada por Peter Fonagy y Antony Bateman, se basa en la asunción de que los afectados por el trastorno límite de la personalidad tienen una distorsión del apego debido a problemas en las relaciones paterno-filiales en la infancia. Fonagy y Bateman plantean la hipótesis de que una empatía y sintonía inadecuada por parte de los progenitores en la temprana infancia conducen a un déficit de mentalización, definida como la capacidad de pensar en los estados mentales como entidad separada de ellos, aunque potencialmente causativos de acciones. en otras palabras, la capacidad de comprender intuitivamente los pensamientos, intenciones y motivaciones de los otros y las conexiones entre los pensamientos propios, sentimientos y acciones. Se piensa que el fracaso en la adquisición de una adecuada mentalización es la base de los problemas con el control de los impulsos en los pacientes con TLP, así como de su inestabilidad emocional y sus dificultades para mantener relaciones íntimas.
El tratamiento basado en la mentalización pretende desarrollar la autorregulación de los pacientes mediante terapia de grupo de tipo psicodinámico y psicoterapia individual en un contexto de comunidad terapéutica, hospitalización parcial o ambulatoria. En una prueba controlada aleatoria, un grupo de pacientes de TLP recibió 18 meses de terapia basada en la mentalización bajo hospitalización parcial, y posteriormente se realizó un seguimiento durante cinco años. El grupo tratado mostró beneficiarse de múltiples modos por la terapia en un amplio rango de variables, entre ellas una disminución en el número de intento de suicidios, reducción del tiempo de hospitalización y reducción del uso de medicación.

#### Terapia de pareja, conyugal o de familia
La terapia de pareja puede ser útil para estabilizar las relaciones conyugales o de la pareja y en la reducción del conflicto y el estrés en este ámbito que puedan empeorar los síntomas del TLP. La terapia familiar o la psicoeducación familiar puede ayudar a educar a los miembros de la familia en relación con el TLP, mejorando la comunicación familiar y la resolución de problemas en su seno, proporcionando apoyo a los miembros de la familia para abordar la enfermedad de su ser querido.
Hay dos patrones de implicación familiar que puede ayudar a los clínicos a planear intervenciones desde la familia: la sobreimplicación y la negligencia. Los pacientes de TLP que se encuentran en familias sobreimplicadas tienen que luchar a menudo con temas de dependencia, negación o por enfado de los padres.
Está aumentando el interés por el uso de la psicoeducación y competencias en los planteamientos que entrenan a familias con miembros que padecen TLP.

### Medicación
Se han usado algunos medicamentos conjuntamente con otros tratamientos del TLP, aunque la base de evidencia está limitada. Puesto que el TLP ha sido tradicionalmente considerado como una afección primariamente psicosocial, la medicación va destinada a tratar los síntomas co-mórbidos, como la ansiedad y la depresión, más que el propio TLP. Para los síntomas de desregulación afectiva se utilizan los antidepresivos, así como los estabilizadores del estado de ánimo (anticonvulsivantes). Si la afección comórbida afectiva consiste principalmente en ansiedad, se pueden prescribir benzodiacepinas. Para desregulaciones y alteraciones de la conducta y de la percepción se emplean los neurolépticos. En algunos casos especialmente severos en los que existe comorbilidad con trastornos del eje I, en especial depresión grave refractaria a la farmacoterapia, se puede llegar a emplear la terapia electroconvulsiva.

#### Antidepresivos
Los antidepresivos del tipo Inhibidor selectivo de la recaptación de la serotonina (ISRS) ha demostrado en ensayos controlados al azar que mejoran los síntomas comórbidos de la ansiedad y la depresión. No está tan claro en el caso de la ira y la hostilidad, que están asociados al TLP en algunos pacientes. De acuerdo con el libro Listening to Prozac es necesaria una dosis mayor de un ISRS para tratar los trastornos del estado de ánimo asociados con el TLP que para la depresión sola. También se debe esperar tres meses antes de que aparezcan los beneficios, en comparación con las tres o seis semanas para la depresión.

#### Antipsicóticos
Se ha dicho que la nueva generación de antipsicóticos atípicos tienen un perfil de efectos secundarios mejor que el de los antipsicóticos típicos. Los antipsicóticos también se usan muchas veces para tratar las distorsiones del pensamiento o las falsas percepciones. El uso de antipsicóticos ha variado, de intermitente, para un breve periodo psicótico o disociativo, a más en general, en particular los antipsicóticos atípicos para los pacientes de Trastorno bipolar, así como los diagnosticados con Trastorno límite de la personalidad.
Un metaanálisis de 14 estudios anteriores ha sugerido que algunos antipsicóticos atípicos, como la olanzapina, clozapina, Aripiprazol, quetiapina y risperidona puede ayudar a los pacientes con síntomas de tipo psicótico, impulsivo o suicida.
El uso a largo plazo de antipsicóticos es particularmente controvertido. Hay numerosos efectos secundarios en la medicación antigua, singularmente la discinesia. Los antipsicóticos atípicos también son conocidos por causar a menudo un considerable aumento de peso, con las consabidas complicaciones para la salud.

#### Otros
Se han realizado estudios para evaluar el empleo de algunos anticonvulsivos en el tratamiento de la sintomatología del TLP. Entre ellos, el Topiramato y la Oxcarbazepina así como antagonistas del receptor de los opiáceos como la naltrexona para tratar los síntomas disociativos o clonidina, un antihipertensivo con el mismo propósito.
Se ha ensayado el uso de ácidos grasos poliinsaturados y omega-3, dando como resultado que no son útiles para el tratamiento del TLP, pero que en determinadas combinaciones podrían ser útiles para mejorar los síntomas que tienen que ver con el estado de ánimo.

## Servicios mentales de salud y recuperación
Los pacientes de TLP a veces necesitan considerables atenciones y servicios de salud mental y se ha visto que constituyen el 20 % de los pacientes psiquiátricos hospitalizados. La mayor parte de los pacientes TLP continúan utilizando tratamientos ambulatorios de manera sostenida durante varios años, pero el número que usa las formas menos asequibles y restrictivas de tratamiento, como la internación, desciende con el tiempo. La experiencia de los servicios varía. Evaluar el riesgo de suicidio puede ser un desafío para los servicios mentales de salud (y los mismos pacientes tienden a subestimar la letalidad de las conductas autolesivas) con un típicamente elevado riesgo de suicidio mucho mayor que la población general y un historial de intentos múltiples cuando están en crisis.
Se han observado en particular dificultades en las relaciones entre los cuidadores y los individuos diagnosticados con TLP. La mayoría del equipo psiquiátrico refiere encontrar personas con TLP con las que el trato es de moderado a extremadamente dificultoso y en general más difícil que otros grupos de pacientes. Por otra parte, los que han sido diagnosticados de TLP refieren que el término «borderline» suena como un rótulo peyorativo más que como un diagnóstico útil, que la conducta autodestructiva es erróneamente percibida como manipulativa y que tienen un acceso limitado a los cuidados. Se han efectuado intentos de mejorar las actitudes del público y de los trabajadores de la sanidad.

### Combinar la farmacoterapia y la psicoterapia
En la práctica, la psicoterapia y la medicación se combinan de forma habitual, pero se dispone de datos limitados sobre lo que en realidad se hace en la práctica clínica. Los estudios sobre la eficacia a menudo evalúan la eficacia de las intervenciones cuando se les añade «tratado como de costumbre», lo cual puede implicar servicios psiquiátricos generales, consejo de soporte, medicación y psicoterapia.
Un pequeño estudio, realizado en el ya mencionado hospital de Santa Creu, en el cual se excluye a los individuos comórbidos del eje I, ha indicado que los pacientes ambulatorios que reciben la terapia dialéctica conductual y toman el antipsicótico olanzapina muestran significativamente más mejoras relacionadas con el TLP comparados con los que solo hacen terapia y toman placebo, aunque también experimentaron ganancia de peso y aumento del colesterol. Otro pequeño estudio encontró que los pacientes que habían recibido TDC y tomaban fluoxetina (prozac) no mostraban mejoras significativas, mientras que los que recibían la terapia y tomaban placebo mostraron avances significativos.

### Dificultades en la terapia
Existen retos importantes en el tratamiento del TLP, por ejemplo el referente a los cuidados hospitalarios. En la psicoterapia, un paciente podría ser inusualmente sensible al rechazo y al abandono y podría reaccionar negativamente (p. ej., autolesionándose o abandonando el tratamiento) si se sienten así. Además, los clínicos se deben distanciar emocionalmente de los pacientes para su autoprotección o por el estigma del diagnóstico, conduciendo a una profecía autocumplida y a un ciclo de estigmatización en el que tanto el paciente como el terapeuta pueden contribuir.
Algunas psicoterapias, por ejemplo la TDC, han sido desarrolladas parcialmente para evitar los problemas con la sensibilidad interpersonal y mantener una relación terapéutica. La adherencia a los regímenes de medicación también es problemática, debido en parte a los efectos secundarios, con tasas de abandono entre el 50 % y el 80 % en los ensayos sobre medicamentos. Los trastornos comórbidos, en particular los relacionados con el abuso de substancias pueden complicar los intentos de conseguir la remisión.

#### Otras estrategias
Las psicoterapias y la medicación forma parte del contexto completo de los servicios de salud mental y las necesidades psicosociales relacionadas con el TLP. La base de la evidencia está limitada para ambos y algunos individuos pueden abandonar o no obtener ningún beneficio de ellas. Se ha argumentado que la categorización diagnóstica puede tener una utilidad limitada dirigiendo el trabajo terapéutico en esta área y en algunos casos solo es con referencia a las relaciones pasadas y presentes come se puede entender la conducta «borderline» como parcialmente adaptativa y de ahí se ve cómo se puede ayudar mejor a la gente.
Se podrían usar muchas otras estrategias, incluyendo técnicas de la medicina alternativa, ejercicio y puesta a punto física, incluyendo deportes de equipo, técnicas de terapia ocupacional, incluyendo artes creativas y dar estructura a la rutina de los días, en particular a través del empleo —ayudando con los sentimientos de competencia, por ejemplo la autoeficacia, teniendo un rol social y siendo valorados por los otros para aumentar la autoestima—.
Los servicios psicológicos basados en grupos animan a los clientes a socializarse y participar en actividades tanto en solitario como en grupo. Esto puede ser en centros de día. Las comunidades terapéuticas son un ejemplo de esto, particularmente en Europa. Aunque su uso ha descendido muchos de ellos están especializados en el tratamiento de trastornos graves de la personalidad.
Los servicios de rehabilitación psiquiátrica que se especializan en ayudar a personas con problemas de salud mental, para reducir su discapacidad psicosocial, comprometerse en actividades significativas y evitar el estigma y la exclusión social pueden ser de valor para las personas que sufren TLP. También hay muchos grupos de ayuda mutua o de consejeros dirigidos por y para individuos con TLP. El objetivo debe ser una completa recuperación psicosocial más que la dependencia del servicio.

## Aspectos sociológicos y culturales

### Coste social del TLP
Hasta el momento no se había evaluado el coste social del TLP. Un estudio realizado en Holanda valora en más de 2 222 000 000 euros el coste social de los enfermos, de los cuales solo el 22 % pertenece a cuidados sanitarios.
Lo cierto es que el TLP tiene una elevadísima representación entre la población reclusa, constituyendo en este grupo el 23 % de los varones y el 20 % de las mujeres.

### Estigma cultural y TLP
El estigma cultural hacia los trastornos de personalidad en general y hacia el TLP en particular influye profundamente en el diagnóstico y tratamiento. En ciertas culturas, los síntomas del TLP, como la inestabilidad emocional o la impulsividad, pueden ser interpretados como problemas de carácter o debilidades personales. Esta perspectiva cultural negativa hacia el TLP genera un rechazo hacia las personas que presentan el trastorno, lo que agrava la autopercepción negativa y disminuye su disposición a buscar ayuda profesional (Montaño Sinisterra et al., 2009).
La evaluación del TLP en diferentes contextos culturales enfrenta desafíos importantes debido a la falta de herramientas diagnósticas adaptadas a las particularidades culturales. La mayoría de los instrumentos de medición del TLP y de otros trastornos de personalidad han sido desarrollados en contextos occidentales, lo cual limita su aplicabilidad en sociedades con sistemas de creencias y valores distintos. La psicología de la personalidad, históricamente, ha subestimado la necesidad de integrar factores culturales en los instrumentos de diagnóstico, lo que lleva a una posible infraestimación o sobreestimación de la prevalencia del TLP en culturas no occidentales (Montaño Sinisterra et al., 2009).
El estigma cultural no solo influye en la percepción del TLP, sino también en la disposición de las personas para buscar tratamiento. En contextos culturales donde los trastornos de salud mental están estigmatizados, las personas con TLP pueden evitar buscar ayuda profesional para evitar ser vistas como "débiles" o "incapaces". Esto tiene efectos directos sobre el pronóstico y la calidad de vida de los afectados, quienes tienden a sufrir el deterioro progresivo de sus relaciones y bienestar emocional sin recibir un apoyo adecuado.